# Opuntia aurantiaca
Opuntia aurantiaca ist eine Pflanzenart in der Gattung der Opuntien (Opuntia) aus der Familie der Kakteengewächse (Cactaceae). Das Artepitheton aurantiaca stammt aus dem Lateinischen und bedeutet ‚orange‘ und verweist auf die Blütenfarbe der Art.

## Beschreibung
Opuntia aurantiaca wächst strauchig, ist reich verzweigt und erreicht Wuchshöhen von bis zu 30 Zentimeter. Durch die ausgebreiteten, kriechenden bis etwas aufrechten Zweige entstehen dichte Gruppen. Die dunkelgrünen bis fast schwarzen, linealischen bis keulenförmigen Triebabschnitte sind 5 bis 15 Zentimeter lang, 1 bis 1,5 Zentimeter breit und 1 bis 1,5 Zentimeter dick. Die großen Areolen sind gräulich weiß, die kurzen Glochiden hellgelb. Die zwei bis drei (selten bis sechs) pfriemlichen, geraden Dornen sind bräunlich bis gelblich und 1 bis 3 Zentimeter lang. Die oberen von ihnen sind kräftiger, die unteren gelegentlich dünn und borstenartig.
Die tiefgelben bis orangegelben Blüten sind bis zu 4 Zentimeter lang. Die birnenförmigen, etwas purpurfarbenen Früchte sind stark bedornt und erreichen eine Länge von bis zu 3 Zentimeter.

## Verbreitung, Systematik und Gefährdung
Opuntia aurantiaca ist in Uruguay, den argentinischen Provinzen Entre Ríos und Buenos Aires sowie eventuell Paraguay in Höhenlagen von 100 bis 500 Metern verbreitet.
Die Erstbeschreibung erfolgte 1833 durch John Lindley. Ein nomenklatorisches Synonym ist Cactus aurantiacus (Gillies ex Lindl.) Gillies (1839).
In der Roten Liste gefährdeter Arten der IUCN wird die Art als „Least Concern (LC)“, d. h. als nicht gefährdet geführt. Die Entwicklung der Populationen wird als stabil angesehen.

## Nachweise

## Weiterführende Literatur
- V. C. Moran, H. G. Zimmermann: Biological control of jointed cactus, Opuntia aurantiaca (Cactaceae), in South Africa. In: Agriculture, Ecosystems & Environment. Band 37, Nummer 1–3, 1991, S. 5–27 (doi:10.1016/0167-8809(91)90136-L).